# Géza Léka
Géza Léka était un acteur hongrois né le 28 avril 1928 à Bánréve, aujourd'hui en Hongrie et mort le 6 juin 2003 à Budapest.

## Filmographie
- 1969 : Dis-moi bonjour
- 1971 : Amour
- 1982 : Guernica
- 1987 : La Saison des monstres